# えんどぅ
えんどぅ（1987年10月27日 - ）は、日本のダンサー、モデル。東京都出身。所属事務所はワイケーエージェント。

## 略歴
アメリカ人の父と日本人の母を持つハーフである。小学校入学頃からダンスに目覚め、HipHop、R&B、JAZZなど、アーティストの振り付けをまね始める。遠藤時代というダンスグループにENDo Yoon A名義で籍をおいている。動物好きで自宅で犬を飼っている。旧事務所の方針で英語をまったく喋れないという設定にしていたが、現在では日常会話程度なら話せることを認めている。

## 主な出演歴

### テレビ バラエティーほか
- 奇跡体験!アンビリバボー
- ZIP! 「なりきりDANCEシアター」 VTR出演、進行[2]。
- 5時に夢中!（東京MX、火曜日・黒船特派員レギュラー、2013年4月2日 - 2017年3月28日）
- テレビスポーツ教室 ダンス 2（2014年3月2日、NHK Eテレ） - 講師
- 天才!志村どうぶつ園（日本テレビ）日本犬の里
- カテイカ（2015年8月14日〈単発番組〉、2016年4月6日 - 10月5日、NHK Eテレ）- 一人暮らしのダンサー・エンドゥ 役
- 声優探偵 最終話（2021年3月27日、テレビ東京） - ポーカーメンバー・ラリンゴ 役

### PV・ライブほか
- 安室奈美恵 「NEW LOOK」「WILD」「FAST CAR」「NAKED」PV出演。
- 伊藤由奈 「losin'」PV・TV出演、「I'm Here」TV出演、「1st Invitation Live」出演。
- 加藤ミリヤ 「ETERNAL HEAVEN TOUR 2010-2011」出演、「DESIRE」PV出演。
- KREVA 「CONCERT TOUR 2007 SEASON-1 意味深」出演。
- K-ing in 日本武道館 「CONCERT TOUR '08 KREFA CUP」「CONCERT TOUR '09 意味深2」出演。
- 黒木メイサ 「Like This」PV、「One More Drama」PV・TV出演。
- 郷ひろみ 「君だけを feat.童子-T」PV・TV・LIVE出演、「男願 Groove!」TV・LIVE・第61回NHK紅白歌合戦（2010年）出演。
- JUNE 「Baby It's You」「Pride of Tomorrow」PV出演。
- SPEED 「SPEED LIVE 2010〜GLOWING SUNFLOWER〜」出演。
- 谷村奈南 「Crazy For You」PV・TV・LIVE、「every-body」PV・LIVE、「CIRCUS WORLD」PV出演。
- DOUBLE 「DOUBLE BEST LIVE “We R&B”」（2008年）出演。
- Foxxi misQ 「Party Booty Shake」PV（ソロ）出演。
- 三浦大知 「Flag」「Inside Your Head」PV他、2006年〜2010年頃までのTV・LIVE出演。
- リア・ディゾン 「Love Paradox」PV・TV出演。
- 水曜日のカンパネラ 「一休さん」MV出演。
- 椎名林檎とトータス松本 「目抜き通り」MV出演。
- Mili 「Rightfully」 MV出演。
- MAX「Dracula～ドラキュラ～」（パルテノンのc/w)MV出演。
- Vaundy「しわあわせ」MV出演
- 山下達郎「LOVE’S ON FIRE」MV出演

### 映画
- ゼニガタ（2018年5月26日、AMGエンタテインメント/スターキャット）
- 踊ってミタ（2020年3月7日、東映ビデオ） - ダリ 役

### 広告
- プロピア
- 森永製菓・ハイチュウ
- バンダイ・ハッピーベルン
- ヴィダルサスーン
- SUZUKI・シボレー

### 振り付け
- MAX
  - 「残酷な天使のテーゼ」
  - 「情熱のZUMBA」
  - 「Dracula ～ドラキュラ～」

- YA-KYIM
  - 「たぶんきっと」

- PRIZMAX
  - 「Are you ready?」

- 超特急
  - 「keyword」
  - 「Superstar」
  - 「Shake body」
  - 「panipani」
  - ｢Secret Express」
  - ｢Signal」
  - 「POLICEMEN」
  - 「FLASH BACK」
  - 「Drive on week」
  - 「Bloody Night」
  - 「Make it hot」
  - 「Starlight」
  - 「Kiss Me Baby」
  - 「Snow break」
  - 「Believe×Believe」
  - 「バッタマン」
  - 「Beautiful Chaser」
  - 「超えてアバンチュール」
  - 「超特急です!!!!!!!!」
  - 「PUMP ME UP」
  - 「Don't stop 恋」
  - 「Sweet Bell」
  - 「a kind of love」
  - 「up to you」
  - 『Jesus』
  - 「You know, I know」
  - 「霖雨」
- SUPER☆GiRLS
  - 「汗と涙のシンデレラストーリー」
- わーすた
  - 「くらえ!必殺!!猫パンチ★ 〜私たち戦うにゃこたん【レベル5】〜」
- 超ときめき♡宣伝部　
  - 「恋のシェイプアップ♡」
  - 「トゥモロー最強説!!」
  - 「エンドレス」
- たこやきレインボー
  - 「虹色進化論」
- BEYOOOOONDS
  - 「灰toダイヤモンド」
  - 「Do-Did-Done」
- モーニング娘。'25
  - 「気になるその気の歌」